# 伊塔佩库鲁米林
伊塔佩库鲁米林是巴西马拉尼昂州的一个市镇。总面积1165.585平方公里，总人口54037人，人口密度46.4人/平方公里。